# 鍾世芳
鍾世芳（1578年—？年），字惟馨，號玄暢，浙江嘉興府秀水縣人，明朝政治人物。

## 生平
行三，治《詩經》，萬曆二十八年（1600年）由附生中式庚子科浙江鄉試五十名舉人，萬曆三十八年庚戌科會試一百五十八名，第三甲第八十一名進士。刑部觀政，授福建福州府福清縣知縣，丁憂，四十一年補甌寧縣，四十六年本省同考，本年丁母憂。

## 家族
曾祖鍾奎。繼祖父鍾鐈，庠生；本生祖父鍾銳，廣昌縣丞；繼父鍾一奇；贈文林郎甌寧知縣；生父鍾一清；石埭知縣；繼母張氏（贈孺人）；生母王氏（贈孺人）。永感下。兄世傑（庠生）；世榮（庠生），弟世懋（庠生）。娶王氏。子铭勋、铭烈。